# ترنسرها ۳
ترنسرها ۳ (به انگلیسی: Trancers III) یا ترنسرها ۳: زندگی دث (به انگلیسی: Trancers 3: Deth Lives!) فیلمی ویدئویی محصول سال ۱۹۹۲ و به کارگردانی سی. کورتنی جوینر است. در این فیلم بازیگرانی همچون تیم تامرسون، هلن هانت، ملانی اسمیت، اندرو رابینسون، تلما هاپکینز و مگان وارد ایفای نقش کرده‌اند.